# 維什尼夫卡 (巴拉尼夫卡區)
50°21′43″N 27°32′57″E / 50.36194°N 27.54917°E
維什尼夫卡（烏克蘭語：Вишнівка），是烏克蘭北部的村莊，隸屬日托米爾州的茲維亞赫爾區。該村面積4.19平方公里，海拔高度227米，2001年人口37，人口密度每平方公里8.83人。